# Dianshi Ma Li
Dianshi Ma Li (chino: 电 视 玛 琍, pinyin: Diànshì Mă Lì, literalmente, TV Mario), (también llamado La lotería de Mario o Big Tv Mary bar) es un videojuego sin licencia lanzado sólo para la NES creado por la empresa china Bit Corporation el cual se vende los cartuchos alrededor de Hong Kong. Cuenta con un personaje principal alternativo con el nombre de Fortran, un clon de Mario con una F en la gorra. Este "juego" es simplemente una ruleta/máquina tragaperras. Los diferentes botones de control de las apuestas y cada botón produce una nota musical diferente. Hay un mensaje titulado "PUSH START TO RICH" (pulsa start para ser rico), en un punto del juego. Se ha convirtió en un fenómeno de Internet cuando los usuarios crearon vídeos virales de broma en YouTube.